# 권중린
권중린(權仲麟, ?년 ~ ?년)은 조선 전기의 관료이다. 본관은 안동(安東)이다.

## 개요
권중린은 부친 권효근과 모친 사이에서 태어났다. 권중린은 세조 3년 (1457년)에 과거시험 합격으로 사간원 대사간에 임명되었다. 그는 못생기기로 유명한 사람이었는데, 성종 때 평소에 군비리를 저지르고 다니던 대사헌 이칙의 처인 김선화가 매분구인 망오지에게 부탁으로 그의 얼굴을 잘생기게 만든 뒤 요구조건으로 돈과 군법서를 요구하라고 부탁하였고, 권중린이 요구조건을 받아들이면서 비리가 발각되어 결국 옥에 갇힌 뒤 파직당했다. 이후 그의 행방은 알 수 없다.

## 가족
증조부(曾祖父)
- 권현(權鉉)

조부(祖父)
- 권경(權景)

부(父)
- 권효근(權孝勤)

처부(妻父)
- 민안경(閔安慶) (본관 : 여흥)